# 斑條波魚
斑條波魚（学名：Rasbora spilotaenia）為輻鰭魚綱鯉形目鯉科波魚屬的一個種，該物種主要分布於亞洲印尼蘇門答臘，體長可達7.8公分，棲息在中底層水域。